# Вогонь і кров
«Вогонь і кров»: маленький уривок великої битви — повість Ернста Юнґера, написана в 1925 році. Підзаголовок книги, «Маленький уривок великої битви», на думку дослідників, вказує на те, що автор претендує на об'єктивне висвітлення всієї кампанії та розповідає лише про те, що бачив на власні очі.
Книга написана за воєнними щоденниками письменника, котрий документував переживання та осмислення війни під час останнього масштабного німецького наступу на позиції союзників навесні 1918 року.
Український переклад роману вийшов у видавництві «Пломінь» в 2018 році.

## Аналіз твору
"Між Юнґером-фронтовиком, якому належать досить аполітичні мемуари про Першу світову, і Юнґером-філософом, трактати якого водночас називали апологією нацизму та його прихованою критикою, різниця в одне десятиліття. І саме його тексти середини 1920-х — «Вогонь і кров», «Перелісок 125», а також «Лейтенант Штурм» — дають змогу побачити, як формувалися погляди письменника та як його фронтовий досвід утілився спочатку в націоналізм, а згодом в ідеї «консервативної революції». 
— з передмови перекладача Олександра Андрієвського до українського видання повісті.
На відміну від першого роману «В сталевих грозах», Юнґер детальніше описує свої роздуми та відчуття про підготовку до наступу та перебіг бойових дій. Дослідники вважають, що в книзі викладені ідеї та висновки, які автор уже постфактум приписує собі 23-річному. Водночас пишуть, що попри ретельне редагування, автор дотримувався ледь не документальної стилістики.
Автор мемуарів переживає смерть більш як половини власної роти внаслідок влучання ворожого снаряду, після чого письменник вдається до омислення нового типу війни, в якій народжується й новий тип людини — Робітник. Ці роздуми, на думку дослідниці Олени Семеняки, пов'язані з рефлексіями на тему титанізму як духовно-історичного стану сучасності, породженого явищем індустріальної війни, коли техніка вперше відсвяткувала свій жорстокий тріумф над людиною.

Одними з найцікавіших міркувань у книзі є осмислення ролі техніки та її впливу на зміну характеру ведення війни. Автор рефлексує щодо поняття «Materialschlacht», що перекладається з німецької як «війна на виснаження». Попри знецінення ролі людини у війні, для Юнґера все ще лишається місце для авантюри та подвигу:
«Ми всі спізнали це відчуття, що людина — це більше, ніж матеріал, якщо вона протиставляє йому власну стійкість, і яку би не вигадали силу — немає жодної, яка могла би зломити спротив хороброго серця».
Багато міркувань, викладених у повісті, потім отримають свій розвиток в opus magnum Ернста Юнґера «Робітник. Панування і ґештальт» (1932), що можна сприймати водночас як гімн технологічному прогресу та як прокляття на адресу бездушної технізації світу.

## Український переклад
- Ернст Юнґер. «Вогонь і кров» / Переклад з німецької: Олександр Андрієвський. — К.: Пломінь, 2018. — 336 с. — ISBN 978-966-97851-0-7